# パウルス・ポッテル
パウルス・ポッテル（Paulus Potter、1625年11月20日 - 1654年1月17日）は、オランダの画家。牛や馬といった動物を多く描いたことで知られている。

## 生涯
パウルス・ポッテルは1625年11月20日にネーデルラント連邦共和国のエンクハイゼンで洗礼を受けたことが分かっている。父親のピーテル・ポッテル(1597-1652)は、工芸家、画家であり、母親も画家ウィレム・バルツィウス(Willem Bartsius: 1612-1657)の姉であった。父親から絵画の手ほどきを受けた。現存するポッテルの最初の作品は1641年のもので、このとき15歳であった。1646年にはデルフトの画家組合に加入。1649年にはハーグの画家組合に加入し、結婚もしている。当初は宗教画や神話画を手がけていたが、徐々に動物画を多く手がけるようになる。後にアムステルダムに移り、アムステルダム市長であったニコラス・テュルプと親しくなり、テュルプの息子Dirckの肖像画を描いている。
ポッテルはアムステルダムで名声を得て、多くの作品を制作するが、1654年、結核のため28歳で死去。同年1月17日にアムステルダムに埋葬された。
彼の最も有名な作品は現在マウリッツハイス美術館にある『若い牡牛』である。この写実的な作品は、1頭の牛をそのまま描いたものではなく、何頭かをスケッチした物を元に構成されている。

## 主な作品

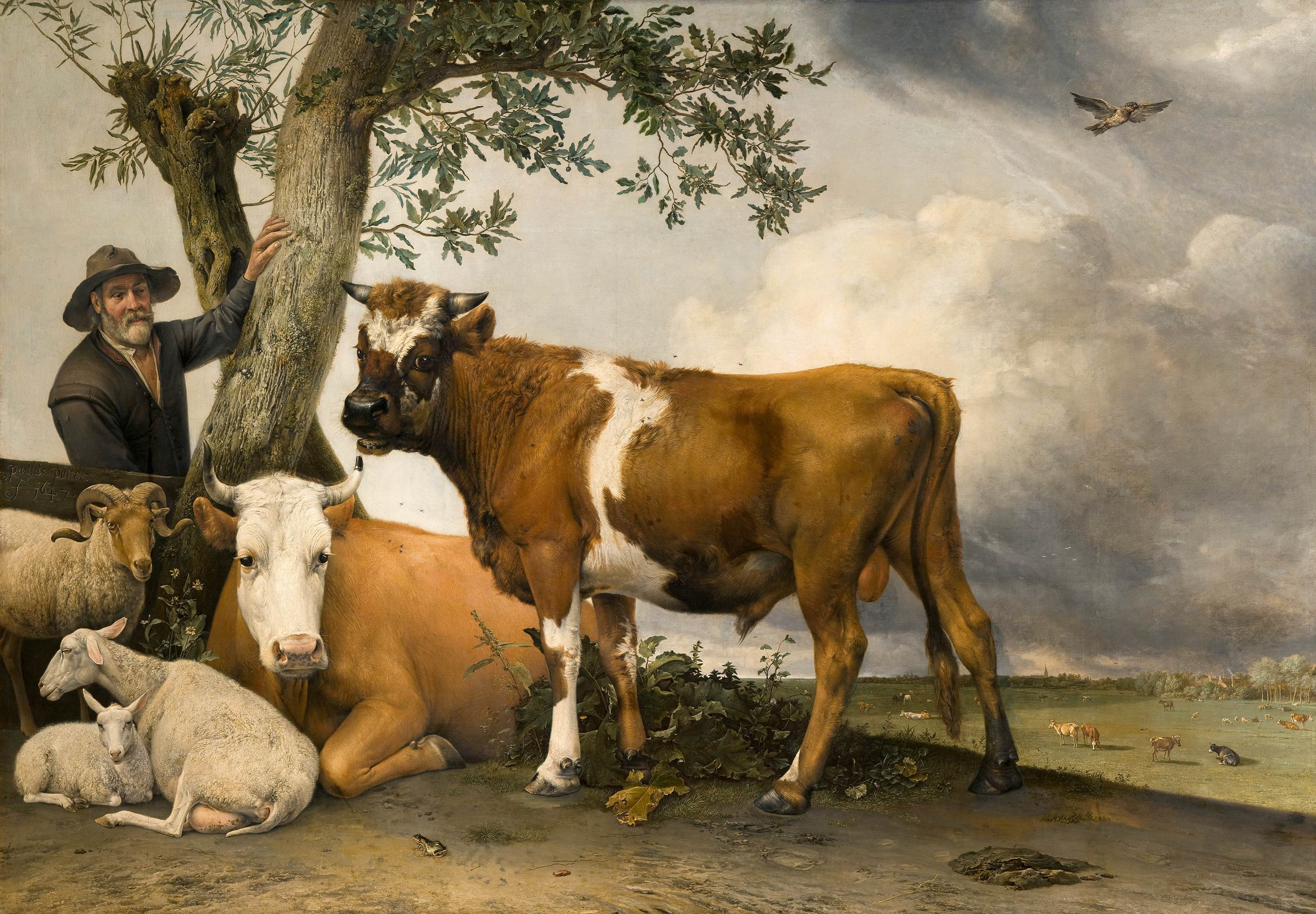
『若い牡牛』(1647年) マウリッツハイス美術館

- 雄牛 The Bull (1647、236 x 339 cm、マウリッツハイス美術館)
- Cattle Resting in a Landscape (1645、50.8 x 39.4 cm、ジョン・アンド・メーブル・リングリング美術館（英語版）)
- Figures with Horses by a Stable (1647、45.1 x 37.5 cm、フィラデルフィア美術館)
- Cattle and Sheep in a Stormy landscape (1647、46 x 38 cm、ナショナル・ギャラリー、ロンドン)
- Horses in a Field (1649、24 x 30 cm、アムステルダム国立美術館)
- The Farm (1649、81 x 116 cm、エルミタージュ美術館)
- 2匹の犬と遊ぶ猫 Cat Playing with Two Dogs (1652、92.7 x 109.2 cm、フィラデルフィア美術館)
- Landscape with Two Cows and a Goat (1652、31 x 35 cm、プラド美術館)
- Resting Herd (1652、36 x 47 cm、アルテ・マイスター絵画館、ドレスデン)
- Cows in a Meadow by a Farm (1653、58 x 67 cm、アムステルダム国立美術館)
- The Spotted Horse (30 x 41 cm、ルーヴル美術館)

## ギャラリー

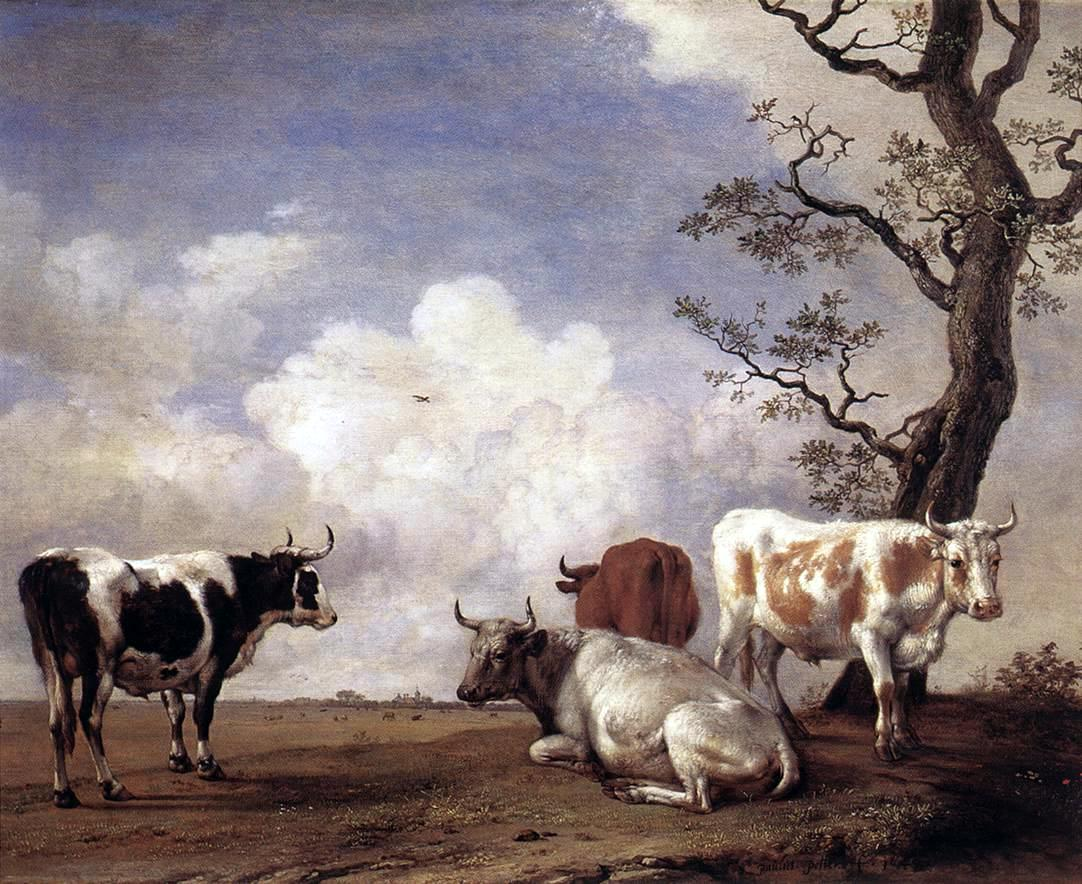
四頭の雄牛
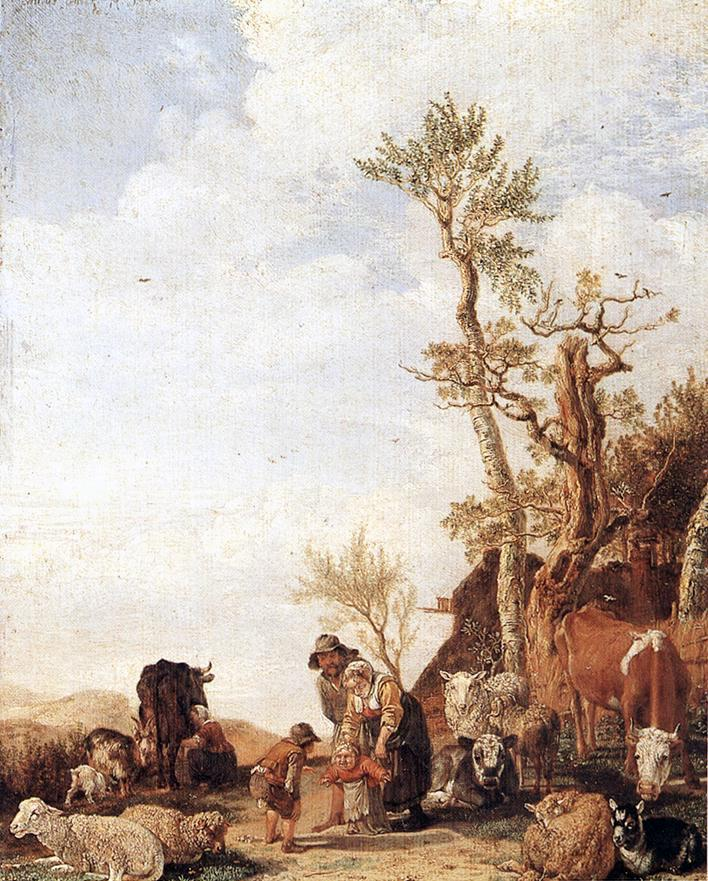
百姓一家と家畜
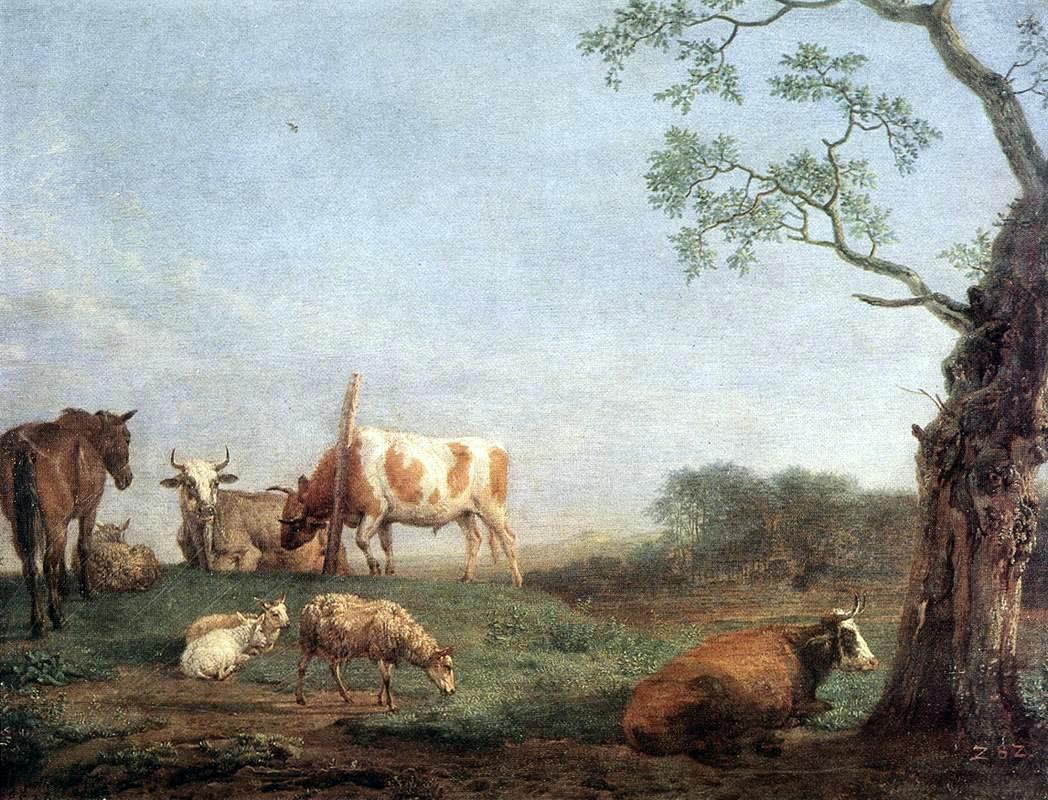
休息する家畜の群れ
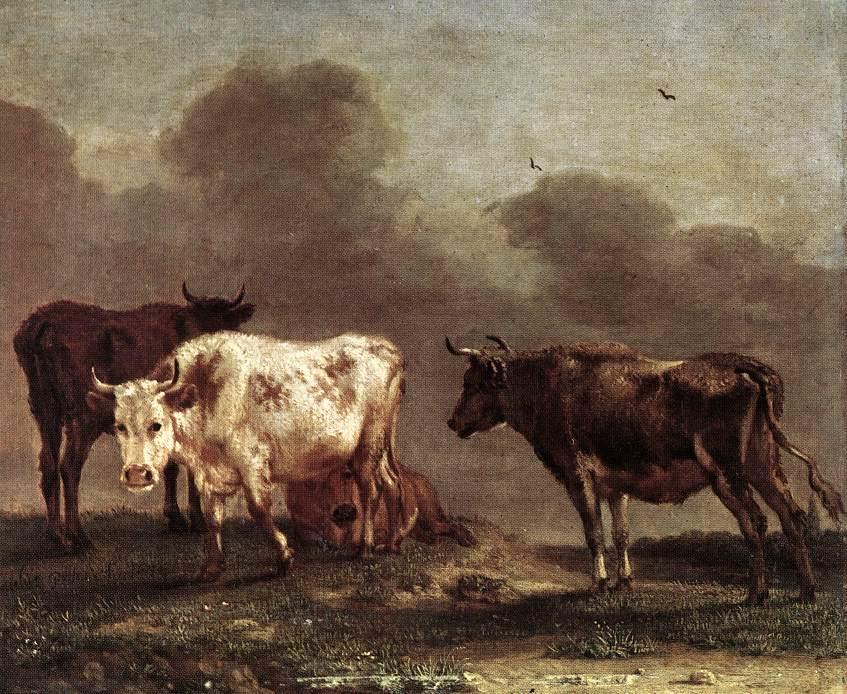
牧草地の牝牛